# Oratorio di San Bartolomeo (Tizzano Val Parma)
L'oratorio di San Bartolomeo è un luogo di culto cattolico dalle forme barocche, situato in via Groppizioso a Groppizioso, frazione di Tizzano Val Parma, in provincia e diocesi di Parma; è sussidiario della parrocchiale di San Michele di Capriglio e fa parte della zona pastorale della Montagna.

## Storia
Il luogo di culto fu eretto intorno al 1660 per volere di Bartolomeo Danni, parroco della chiesa dei Santi Giovanni Battista e Maurizio di Anzolla, della quale divenne sussidiario.
Nel 1830 fu consentita la collocazione al suo interno delle stazioni della Via Crucis.
Verso la fine del XIX secolo una frana provocò il crollo dell'edificio, che fu successivamente ricostruito.
Nel 1947 l'oratorio fu separato dalla parrocchiale di Anzolla e fu aggregato a quella di Capriglio, di cui divenne sussidiario.
Agli inizi del XXI secolo il piccolo tempio fu completamente restaurato; l'adiacente ponticello, crollato a causa di una frana, fu ricostruito.

## Descrizione

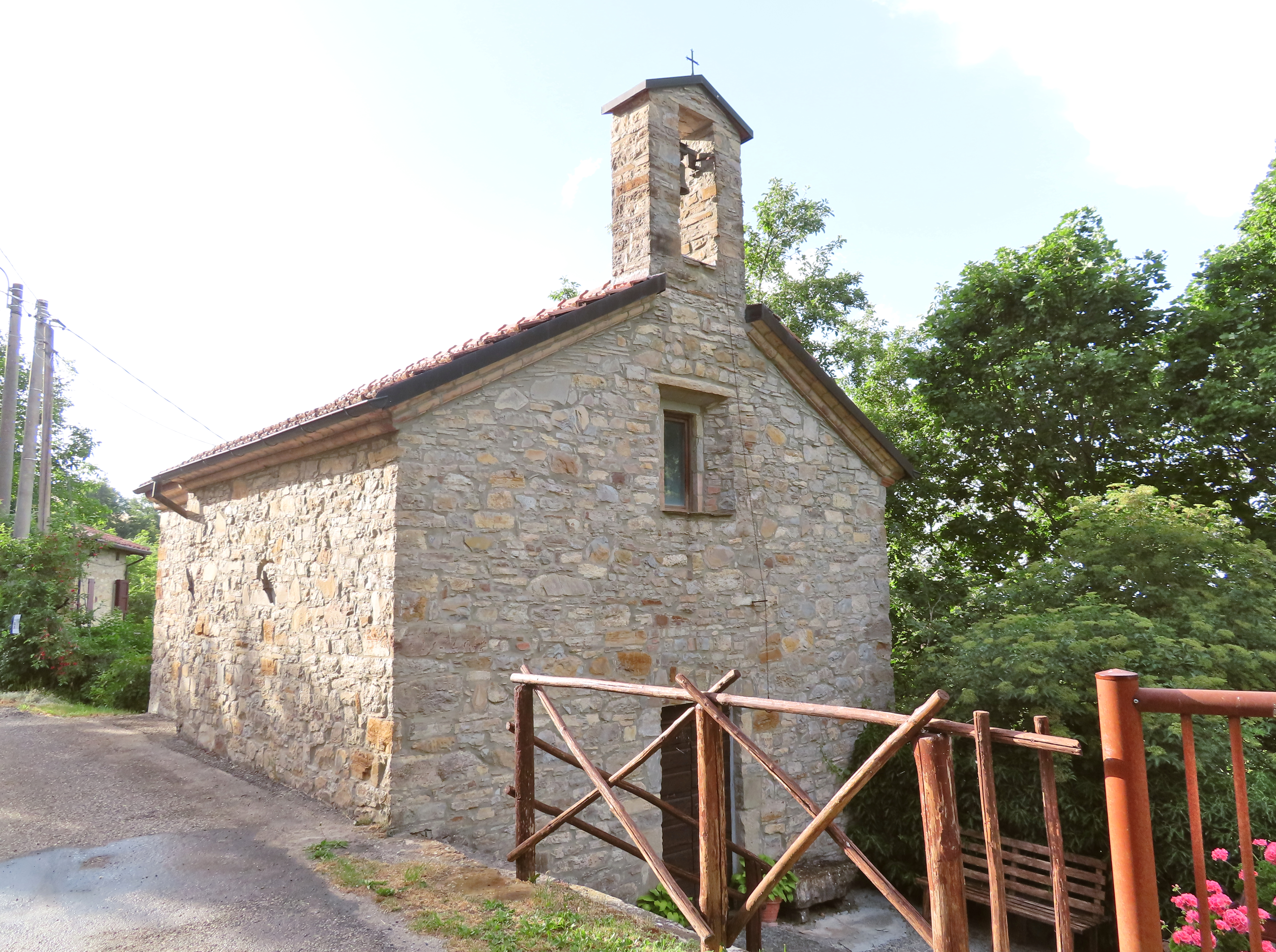
Facciata e lato sud-ovest

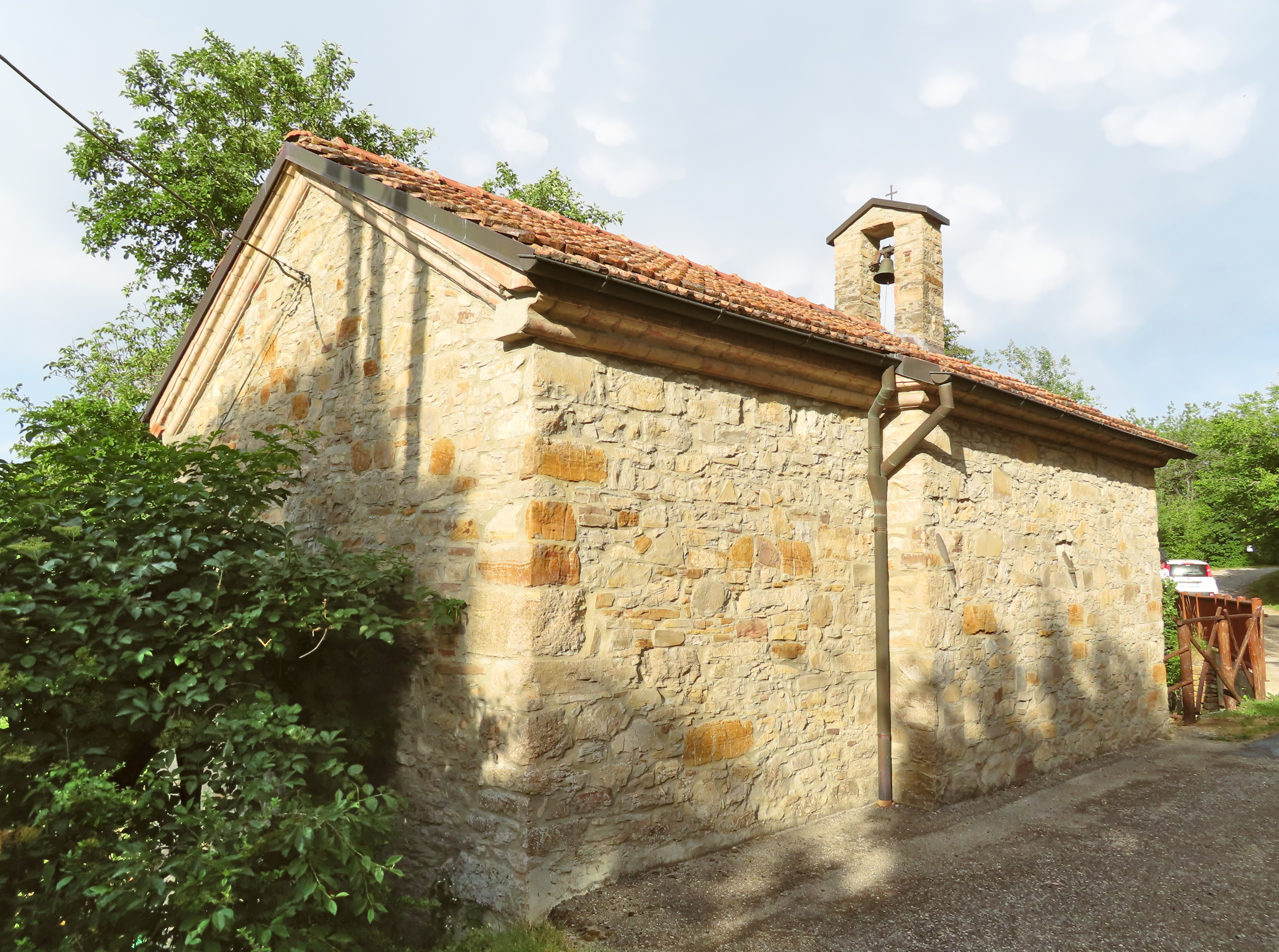
Retro e lato sud-ovest

L'oratorio si sviluppa su un impianto a navata unica, con ingresso a sud-est e presbiterio a nord-ovest.
La simmetrica facciata a capanna, interamente rivestita in pietra come il resto dell'edificio, presenta nel mezzo il portale d'ingresso; in sommità si apre nel centro una piccola finestra rettangolare strombata, mentre a coronamento si erge sul culmine del tetto un campanile a vela.
All'interno la navata, coperta da una volta a botte intonacata e dipinta, è rivestita in pietra sulle pareti; sul fondo il presbiterio, lievemente sopraelevato, è preceduto dall'arco trionfale a tutto sesto; il piccolo ambiente, chiuso superiormente da una volta a botte lunettata, accoglie nel mezzo l'altare maggiore a mensa in pietra, aggiunto tra il 1980 e il 1990.